# ويلوبي وليامز
ويلوبي وليامز (بالإنجليزية: Willoughby Williams)‏ هو سياسي أمريكي، ولد في 1701، وتوفي في 1802 في روتليدج في الولايات المتحدة. انتخب عضو مجلس نواب كارولينا الشمالية.